# ألكسندر يونغ جاكسون
ألكسندر يونغ جاكسون (بالإنجليزية: Alexander Young Jackson) (3 أكتوبر 1882 - 5 أبريل 1974)، رسام مناظر طبيعية كندي. كان أحد الأعضاء الأصليين في مجموعة فناني تورونتو الذين سموا أنفسهم ـ خلال العشرينيات وأوائل الثلاثينيات من القرن العشرين الميلادي مجموعة السبعة.
وحاول هؤلاء الرسامون أن يصوِّروا النواحي الجمالية في القفار الكندية. وقدَّموا أعمالاً فنيةً كثيرةً جديدة وبألوان واضحة. وقام جاكسون باستكشاف الأرض لمدة 20 عاماً. وهبط ـ بصورة كبيرة ـ نفوذ هذه المجموعة في أواخر الأربعينيات من القرن العشرين. ولكن جاكسون ورفاقه من الفنانين أثاروا خيال أعدادٍ لاتحصَى من الكنديين. وفتحوا عيونهم على عجائب تلك المناظر الطبيعية.
ولد جاكسون في مونتريال. ودرس ـ أولاً ـ في الفصول المسائية في مونتريال، وبعد ذلك في معهد الفنون بشيكاغو، وأكاديمية جوليان في باريس. وسافر جاكسون ـ في عامي 1911 و1912 إلى إيطاليا وفرنسا، حيث رسم رسومات تخطيطية.

## معرض صور

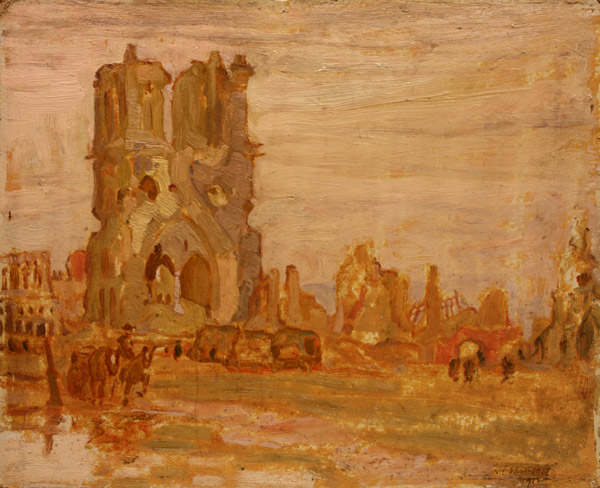
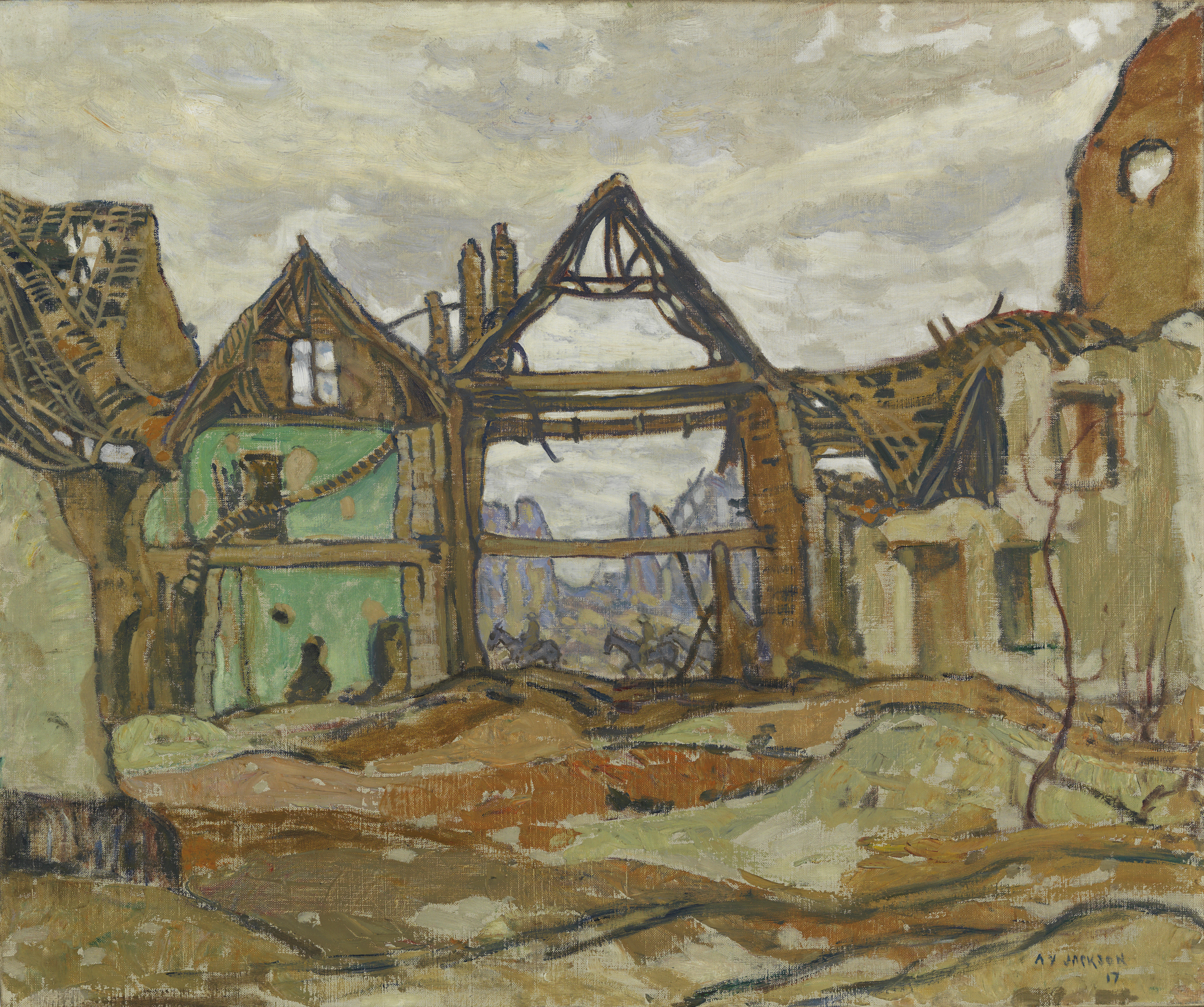
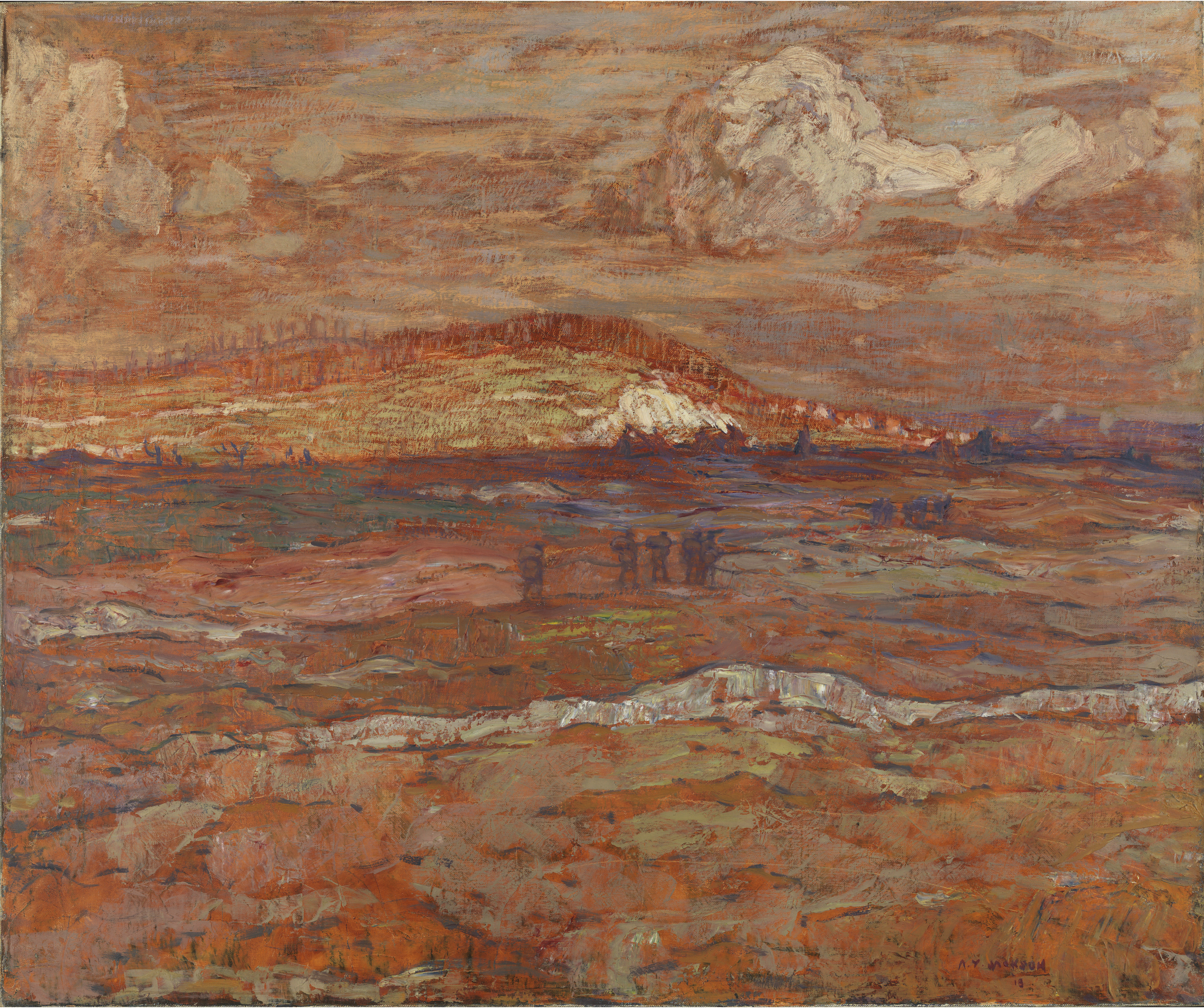
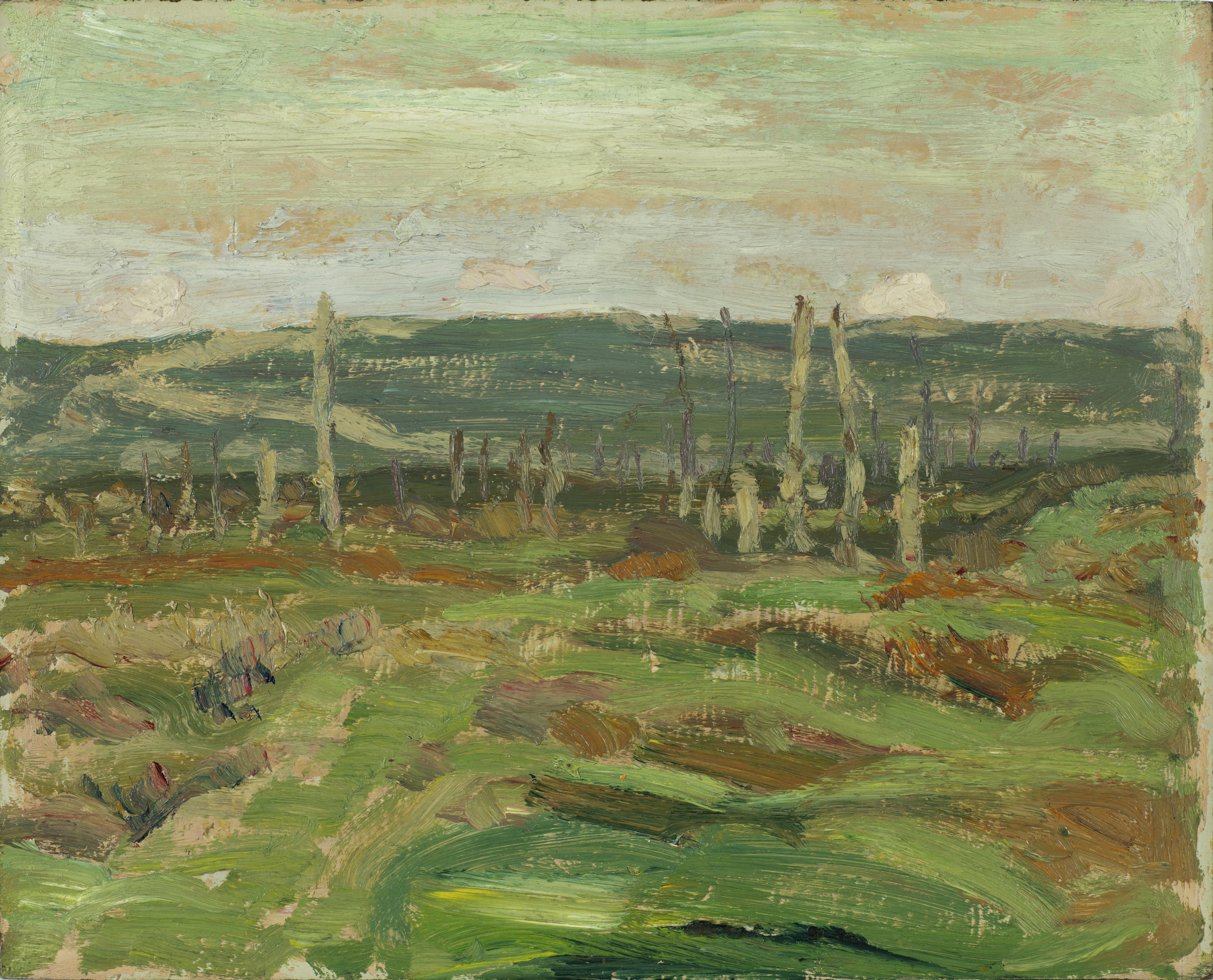
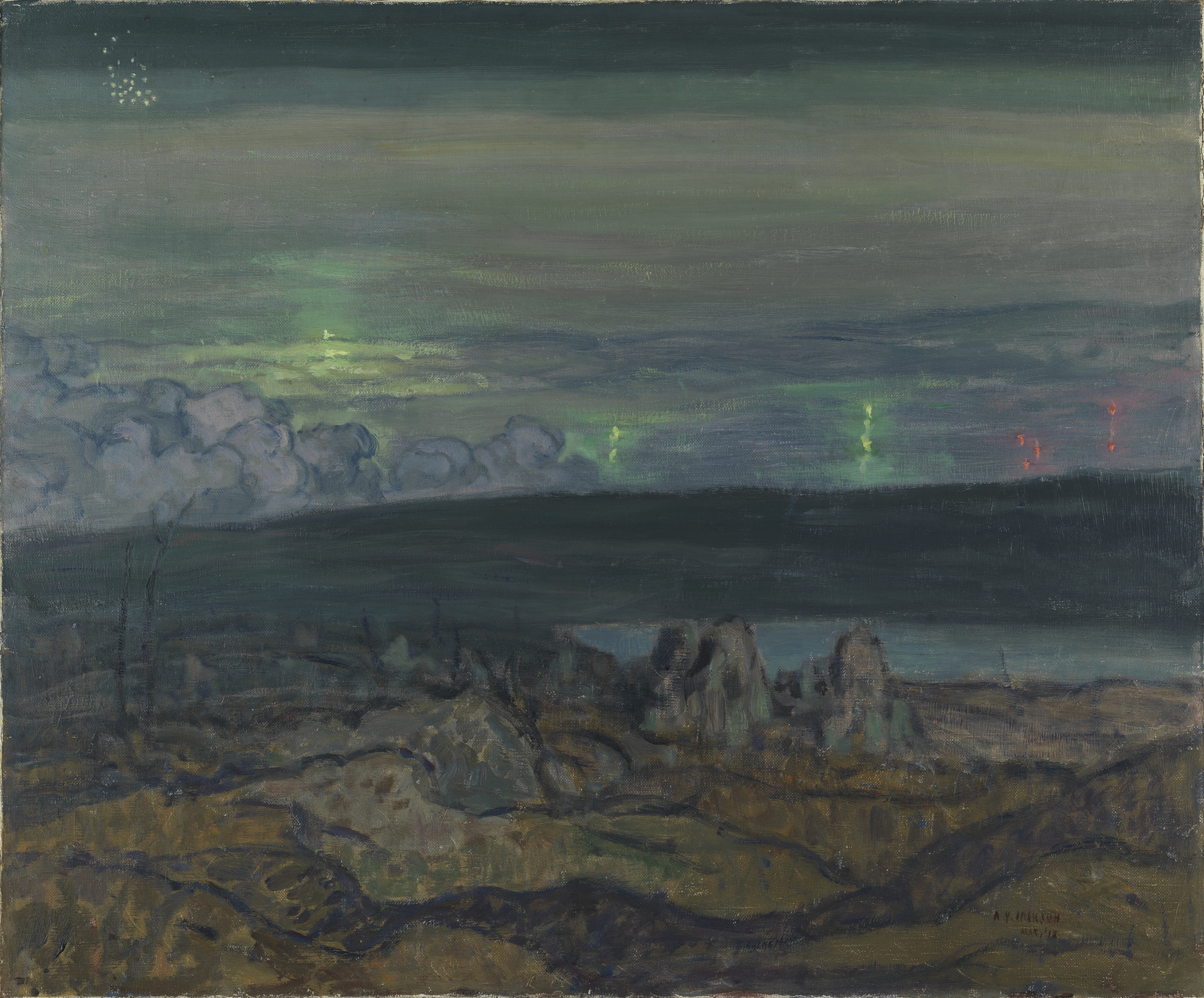

## روابط خارجية
- ألكسندر يونغ جاكسون على موقع الموسوعة البريطانية (الإنجليزية)